# گوی‌دره، جلفا
گوی‌دره، جلفا (به ترکی آذربایجانی: Göydərə) منطقه‌ای مسکونی در جمهوری آذربایجان است که در شهرستان جلفا واقع شده‌است. گوی‌دره ۱٬۳۳۲ نفر جمعیت دارد.